# پیرس هاگارد
پیرس هاگارد (انگلیسی: Piers Haggard؛ زادهٔ ۱۸ مارس ۱۹۳۹) کارگردان نمایش، کارگردان فیلم و کارگردان تلویزیونی اهل بریتانیا است.
از فیلم‌ها یا مجموعه‌های تلویزیونی که وی در آن‌ها نقش داشته‌است، می‌توان به زهر، نقشه شیطانی دکتر فومانچو، خرده‌پولی از بهشت و نمایش امروز اشاره نمود.